# واچسلاو گوژان
واچسلاو گوژان (انگلیسی: Veaceslav Gojan؛ زادهٔ  ۱۸ مهٔ ۱۹۸۳) بوکسور اهل مولداوی بود.
وی در مسابقات کشوری و بین‌المللی در مجموع برندهٔ ۱ مدال طلا، ۱ مدال نقره، ۱ مدال برنز شده‌است.